# نورالدین بویحیاوی
نورالدین بویحیاوی (عربی: نور الدين البويحياوي؛ زادهٔ ۷ ژانویهٔ ۱۹۵۵) بازیکن سابق فوتبال اهل مراکش است.
وی از سال ۱۹۸۱ تا ۱۹۸۶ در تیم ملی فوتبال مراکش بازی انجام داده است و عضو این تیم در جام جهانی فوتبال ۱۹۸۶ بوده است.